# Agnes Mukabaranga
Agnes Mukabaranga é uma política ruandesa. Filiada ao Partido Democrata Cristão (PDC), integra o Parlamento Pan-Africano e a Assembleia Nacional, já tendo sido Senadora de Ruanda. É uma advogada por profissão.

## Carreira política
Mukabaranga foi nomeada membro inaugural da Assembleia Nacional em 1993, instituída de forma transitória no rescaldo do Genocídio em Ruanda. Em 2003, uma nova e permanente constituição foi aprovada para o país em um referendo, que estabeleceu um sistema multi-partidário com um parlamento bicameral, composto de um Senado e uma Câmara dos Deputados.
Mukabaranga foi designada para o novo Senado após a eleição de Paul Kagame como o primeiro Presidente sob a égide da nova constituição. Ela foi uma das 39 mulheres eleitas ou nomeadas para o parlamento daquele ano, em comparação com os 41 homens. Prometendo lutar pela justiça e a reconciliação no país após o genocídio, destacou o papel das mulheres no processo, dizendo: "as mulheres estão mais preparadas para fazer concessões, são mais amantes da paz e conciliatórias."
Em 2013, depois de ter deixado o Senado, Mukabaranga foi eleita para um mandato de seis meses como porta-voz do Fórum Nacional Consultivo, um cargo que exerceu conjuntamente como uma enfermeira e política novata, Sylvie Mpongera, do Partido Socialista de Ruanda (PSR).

## Vida pessoal
Agnes Mukabaranga perdeu seus irmãos no genocídio de Ruanda, e é mãe de quatro filhos.

### Nota
- Este artigo foi inicialmente traduzido, total ou parcialmente, do artigo da Wikipédia em inglês cujo título é «Agnes Mukabaranga», especificamente desta versão.